# Палачинка
Палачинка е вид тестено изделие. Приготвя се в предварително загрят тиган като се пече от двете страни последователно. Обикновено плънката на палачинката е сирене, конфитюр, течен шоколад и други. Може да се използва като предястие или като десерт, да се консумира охладена или топла, по всяко време на деня според предпочитанията, местните традиции и обичаи.
Според „Oxford Company Of Food“ палачинката се състои от смес – микс от брашно, яйца и мляко, запечена в плосък тиган – сач или в обикновен такъв, намазан с масло. Джон Мариани в неговия „Речник на Американската храна“ ги свежда до „плоски кексчета, приготвени на тиган и запечени от двете страни“.
В много европейски страни, има празници – така нареченият палачинков ден. Плата от палачинки биват консумирани, за да бъде използвано останалото брашно и яйца, забранени през следващите дни на пости.
В различните култури палачинката има свои специфики. Франция като гастрономичен еталон предлага палачинките най-вече сладки и фини като дантела. Холандците ги сервират в своите заведения пълнени със солена плънка или поръсени с подправки. В Индия палачинката е от оризово брашно и, естествено, овкусена с люти подправки.